# تیلور هیکسون
تیلور دِلِینی هیکسون (انگلیسی: Taylor Delaney Hickson؛ زادهٔ ۱۱ دسامبر ۱۹۹۷) بازیگر و خواننده اهل کانادا است. او پس از فارغ‌التحصیلی از مدرسه متوسطه، در یک عامل استعدادیابی تست بازیگری انتخاب شد، که در همان روز قرارداد بازیگری خود را امضاء کرد. پس از ایفای نقشی جزئی در فیلم بلک‌وی، هیکسون نقشی کوچک در فیلم ددپول (۲۰۱۶) داشت. علاوه بر چندین فیلم دیگر، او در سال ۲۰۱۶ در سریال افترمث بازی کرد. از سال ۲۰۲۰، او نقش شخصیت رییل کالر را در مجموعه تلویزیونی ماوراء طبیعی شبکهٔ فریفورم تحت عنوان سرزمین مادری: فورت سِیلِم بازی کرده‌است.